# Евстатий Малеин
Евстатий Малeин (на гръцки: Ευστάθιος Μαλεΐνος) е водещ византийски генерал и един от най-богатите и влиятелни членове на анатолийската военна аристокрация в края на X век. Той заема висши административни и военни постове на Изток и участва в аристократичните бунтове срещу император Василий II (976 – 1025 г.), като се бори срещу Варда Склир, но подкрепя бунта на своя племенник Варда Фока. След провала на последния, Евстатий не е наказан, но огромното му богатство причинява окончателното му падение, тъй като Василий II го затваря в едно имение в Константинопол и конфискува богатството му след смъртта му.

## Биография
Евстатий е син на Константин Малеин, изтъкнат генерал и дългогодишен управител на тема Кападокия. Фамилията Малеини по това време, главно чрез тясната си връзка с клана Фока, се превръща в един от най-важните и влиятелни кланове в земевладелската аристокрация на Мала Азия (Анатолия), която излъчва повечето от най-изявените византийски генерали. Така Евстатий може да разчита както на значителния авторитет на своето семейство, така и на опита му във военните дела, за да си осигури висока длъжност. Той става стратег на темата Ликандос, преди неговият братовчед император Никифор II Фока (963 – 969) да го назначи, наред с първоначалния му пост, за първи византийски управител (дука) на Антиохия след завладяването на града от Византийската империя през октомври 969 г. Около година след убийството на Никифор II през декември 969 г., Малеин е преместен от неговия приемник Йоан I Цимиски (969 – 976) на служба като губернатор на Тарс в Киликия – пост, който Евстатий все още заема през 976 г., когато младият Василий II става старши император.
Поемането на контрола над управлението от Василий е оспорено от военната аристокрация, чиито членове, подкрепяни от армията, големите им имоти и широката им мрежа от клиенти, доминират управлението през предходните тринадесет години, когато Никифор Фока и Йоан Цимиски управляват като официални защитници на Василий и неговия по-малък брат Константин VIII. Поради това, скоро след смъртта на Цимиски през януари 976 г., неговият основен поддръжник, доместикът на Изтока Варда Склир, е обявен за император. Малеин, който е привърженик на Фока и следователно е срещу подкрепящите Цимиски, остава верен на Василий II. Въпреки че не успява да предотврати разпространението на бунта от първоначалния му център около Малатия през планината Антитавър към същинска Анатолия и претърпява тежко поражение от него в края на лятото на 976 г., Малеин продължава да служи като лоялен на централната власт генерал до окончателното потушаване на бунта през 979.
За да се противопоставят успешно на бунтовниците обаче, през 978 г. Василий II и неговият пръв министър, паракимоменът Василий Лакапин, са принудени да отзоват обратно генерал Варда Фока Млади, племенник на император Никифор II, от изгнание и да го назначат за командир на източните армии. След победата си над Склир Фока и неговите привърженици започват да кроят заговор за свалянето на императора. Първоначално конфликтът не избухва веднага и открито, но и двете страни изчакват в това, което историкът Марк Уитоу нарича „студена война“. През 985 г. императорът първи предприема настъпление, като уволнява или понижава редица източни генерали, лоялни към клана Фока –  самият Варда Фока е понижен в ранг на антиохийски дука, а Евстатий Малеин е уволнен от армията. През 986 г. обаче, след унизителното поражение на самия Василий II от българите при Траянови врата и завръщането на Склир от изгнание в Багдад, императорът е принуден отново да назначи Варда Фока за главнокомандващ на Изтока. Фока скоро подмамя Склир на среща и го арестува, но сега откритият конфликт за трона става неизбежен –  на 15 август или 14 септември 987 г., в имението на Малеин в тема Харсианон, събраните водещи аристократични семейства провъзгласяват Фока за император.
Бунтът на Фока се разпространяеа бързо из цяла Анатолия. В крайна сметка Василий II, който изпитва остра нужда от лоялни войски, сключва брачен съюз с Киевска Рус – в замяна на ръката на сестра му Анна киевският княз Владимир изпраща 6000 варяги, с които Василий II успява да потуши въстанието, като самият Фока пада в битка. С изключение на няколко от най-близките помощници на бунтовника, Василий се отнася сравнително снизходително към повечето поддръжници на Фока. По този начин, въпреки че е един от най-видните поддръжници на Фока, на Малеин му е позволено да запази придворната си титла на магистър и обширните си имоти (арабски източници пишат, че един от тях се простирал без прекъсване от Клавдиополис във Витиния до река Сангариос, покривайки около 115 квадратни километра).
През 995 г. обаче, когато император Василий II се връща от поход срещу Фатимидите в Сирия, той отсяда във владенията на Малеин. Малеин щедро покрива със собствени средства нуждите както на императорската свита, така и на цялата армия. Василий II обаче е силно впечатлен и разтревожен от тази демонстрация на богатство и власт; той отвежда Малеин със себе си в Константинопол като фактически заложник и през януари 996 г. издава нов закон срещу незаконното присвояване на общински земи от земевладелската аристокрация, така наречените динати („могъщи“), в опит за намаляване на властта им. Затворен отсега нататък в столицата, Малеин е добре обгрижван, но, по думите на хрониста Йоан Скилица, „като го снабди изобилно с всичко необходимо, Василий държеше Евстатий, сякаш хранеше див звяр в клетка“. След смъртта на Евстатий Малеин имотите и богатството му са конфискувани от императора.

## Препратки
1. ↑  Krsmanović 2003, Chapter 1.
2. ↑  Krsmanović 2003, Chapter 5; Holmes 2005, с. 331 – 334; Whittow 1996, с. 354.
3. ↑  Holmes 2005, с. 337.
4. ↑  Whittow 1996, с. 359.
5. ↑  Krsmanović 2003, Chapter 5; Whittow 1996, с. 361 – 362; Holmes 2005, с. 341, 451.
6. ↑  Whittow 1996, с. 363 – 366.
7. ↑  Krsmanović 2003, Chapter 5; Whittow 1996, с. 363 – 366.
8. ↑  Whittow 1996, с. 370 – 373.
9. ↑  Krsmanović 2003, Chapter 5; ODB 1991, с. 1276; Holmes 2005, с. 465 – 466.
10. ↑  ODB, с. 1276; Holmes 2005, с. 465 – 466; Whittow 1996, с. 378 – 380; Krsmanović 2003, Chapter 5 and Chapter 6.